# Thomas Dean
Pour les articles homonymes, voir Dean.
Thomas Dean, né le 2 mai 2000 à Londres, est un nageur britannique, spécialiste des épreuves en nage libre. 
Aux Jeux olympiques de Tokyo en 2020, Thomas Dean est devenu le premier nageur britannique à remporter deux médailles d'or (sur 200 mètres en individuel et relais masculin).

## Carrière
Aux Championnats d'Europe juniors 2017, Thomas Dean a remporté la médaille d'or au 200 m quatre nages individuel et la médaille d'argent au 400 m quatre nages individuel. L'année suivante, il conserve son titre sur le 200 m quatre nages individuel, établissant un nouveau record d'Europe junior ; il y remporte également deux médailles de bronze, au 400 m quatre nages individuel et au relais 4 × 200 m nage libre.
Thomas Dean est sélectionné dans l'équipe britannique pour les Championnats d'Europe 2018, sa première compétition senior, où il participe au 200 m quatre nages individuel, au 400 m quatre nages individuel et remporte l'or avec l'équipe du 4 × 200 m nage libre.
En mai 2021, Thomas Dean est de nouveau présent pour les championnats d'Europe 2020 (reportés d'un an) et il remporte l'or au sein d'une équipe au 4 × 100 mètres mixte et au 4 × 200 mètres nage libre, ainsi que l'argent au 4 × 100 mètres nage libre et au 4 × 200 mètres nage libre. Il a également remporté une médaille de bronze individuelle au 200 m nage libre.
Le 27 juillet 2021, aux Jeux olympiques d'été de 2020 à Tokyo, Thomas Dean remporte la médaille d'or au 200 m nage libre, son coéquipier Duncan Scott remportant la médaille d'argent. L'équipe britannique remporte l'or au relais 4 × 200 mètres nage libre masculin avec en plus James Guy et Matt Richards en un temps de 6 min 58 s 58.
En décembre 2022, il obtient la médaille de bronze du 200 mètres nage libre lors des championnats du monde en petit bassin de Melbourne.
En 2023, lors des championnats du monde à Fukuoka, il remporte la médaille d'argent du 200 m nage libre ainsi que la médaille de bronze du 200 m quatre nages.
En août 2024 il annonce qu'il va participer à la saison 22 de Strictly Come Dancing.

## Palmarès

### Jeux olympiques
- Jeux olympiques de 2020 à Tokyo ( Japon) :
  -  Médaille d'or du 200 m nage libre
  -  Médaille d'or du relais 4 × 200 m nage libre hommes
- Jeux olympiques de 2024 à Paris ( France) :
  -  Médaille d'or du relais 4 × 200 m nage libre hommes

### Championnats du monde

#### Grand bassin
- Championnats du monde 2022 à Budapest ( Hongrie) :
  -  Médaille de bronze du 200 m nage libre
  -  Médaille de bronze du relais 4 × 200 m nage libre hommes
  -  Médaille de bronze du relais 4 × 100 m 4 nages hommes

- Championnats du monde 2023 à Fukuoka ( Japon) :
  -  Médaille d'or du relais 4 × 200 m nage libre hommes
  -  Médaille d'argent du 200 m nage libre
  -  Médaille de bronze du 200 m quatre nages
  -  Médaille de bronze du relais 4 × 100 m nage libre mixte (participe uniquement aux séries)

- Championnats du monde 2025 à Singapour :
  -  Médaille d'or du relais 4 × 200 m nage libre hommes (participe uniquement aux séries)

#### Petit bassin
- Championnats du monde 2022 à Melbourne ( Australie) :
  -  Médaille de bronze du 200 m nage libre

### Championnats d'Europe

#### Grand bassin
- Championnats d'Europe 2018 à Glasgow ( Écosse) :
  -  Médaille d'or du relais 4 × 200 m nage libre hommes

- Championnats d'Europe 2020 à Budapest ( Hongrie) :
  -  Médaille d'or du relais 4 × 100 m 4 nages hommes
  -  Médaille d'or du relais 4 × 100 m nage libre mixte
  -  Médaille d'or du relais 4 × 200 m nage libre mixte
  -  Médaille d'argent du relais 4 × 100 m nage libre hommes
  -  Médaille d'argent du relais 4 × 200 m nage libre hommes
  -  Médaille de bronze du relais 200 m nage libre hommes

- Championnats d'Europe 2022 à Rome ( Italie) :
  -  Médaille d'or du relais 4 × 200 m nage libre mixte
  -  Médaille d'argent du relais 4 × 100 m nage libre mixte
  -  Médaille de bronze du relais 4 × 100 m nage libre hommes

#### Petit bassin
- Championnats d'Europe 2019 à Glasgow ( Écosse) :
  -  Médaille d'argent du 400 m nage libre